# Forteresse de Van
La forteresse de Van (en arménien : Վանի Բերդ, aussi appelée citadelle de Van ; en turc : Van Kalesi ; en kurde : Kela Wanê) est une fortification en pierre construite sous l'antique royaume d'Ourartou au cours du IXe et du VIIe siècle av. J.-C., elle est le plus grand exemple de son genre architectural. Elle surplombe les ruines de Tushpa, la capitale antique ourartéenne pendant le IXe siècle qui se situait sur l'abrupt de la falaise escarpée où se trouve maintenant la forteresse. Un certain nombre de fortifications similaires ont été construites dans tout le royaume d'Ourartou, habituellement coupé dans des versants de colline et des affleurements à cheval entre les actuelles Arménie, Turquie et Iran. Des occupants successifs tels que les Arméniens, les Romains, les Mèdes, les Perses achéménides et sassanides, les Arabes, les Seldjoukides, les Ottomans et les Russes ont chacun contrôlé la forteresse à un moment ou un autre. La forteresse antique est située juste à l'ouest de Van et à l'est du lac de Van dans la province de Van en Turquie.

Les parties inférieures des murs de la citadelle de Van sont construites de basalte non jointoyés, tandis que le reste est construit à partir de briques de terre et de traverses de bois. 

Inscription de Xerxès le Grand près de la citadelle de Van.

Ces forteresses étaient utilisées comme un moyen d'occupation de la région, plutôt que comme un moyen de défense contre les armées étrangères. Les ruines de cette forteresse se dressent hors de la ville moderne de Van, où elles soutiennent des murs construits à l'époque médiévale.
Une inscription trilingue datant du Ve siècle av. J.-C. attribuée à Xerxès le Grand est inscrite sur une partie lisse de la paroi rocheuse, à environ 20 mètres du sol près de la forteresse. La niche a été creusée par le père de Xerxès, le roi Darius, mais la surface fut laissée à l'état d'ébauche. L'inscription a survécu dans un état presque parfait et est divisée en trois colonnes de 27 lignes écrites (de gauche à droite) en vieux-perse, en babylonien, et en élamite. Elle est la seule inscription royale achéménide connue situé à l'extérieur de l'Iran. D'autres inscriptions cunéiformes sont généralement inaccessibles,  sauf à de grands groupes de touristes. Elle stipule que :
Quand elle est publiée par Eugène Burnouf en 1836, par sa réalisation qui incluait une liste des satrapies de Darius (répété par Xerxès en langue presque identique), il a été en mesure d'identifier et de publier un alphabet de trente lettres, dont la plupart ont été correctement déchiffrées. La lecture par Burnouf de l'inscription trilingue de Van a apporté une contribution significative au déchiffrement du cunéiforme vieux-perse.
En 1938-1940, Silva Tipple New Lake conduit une expédition américaine dans les ruines.

## Galerie

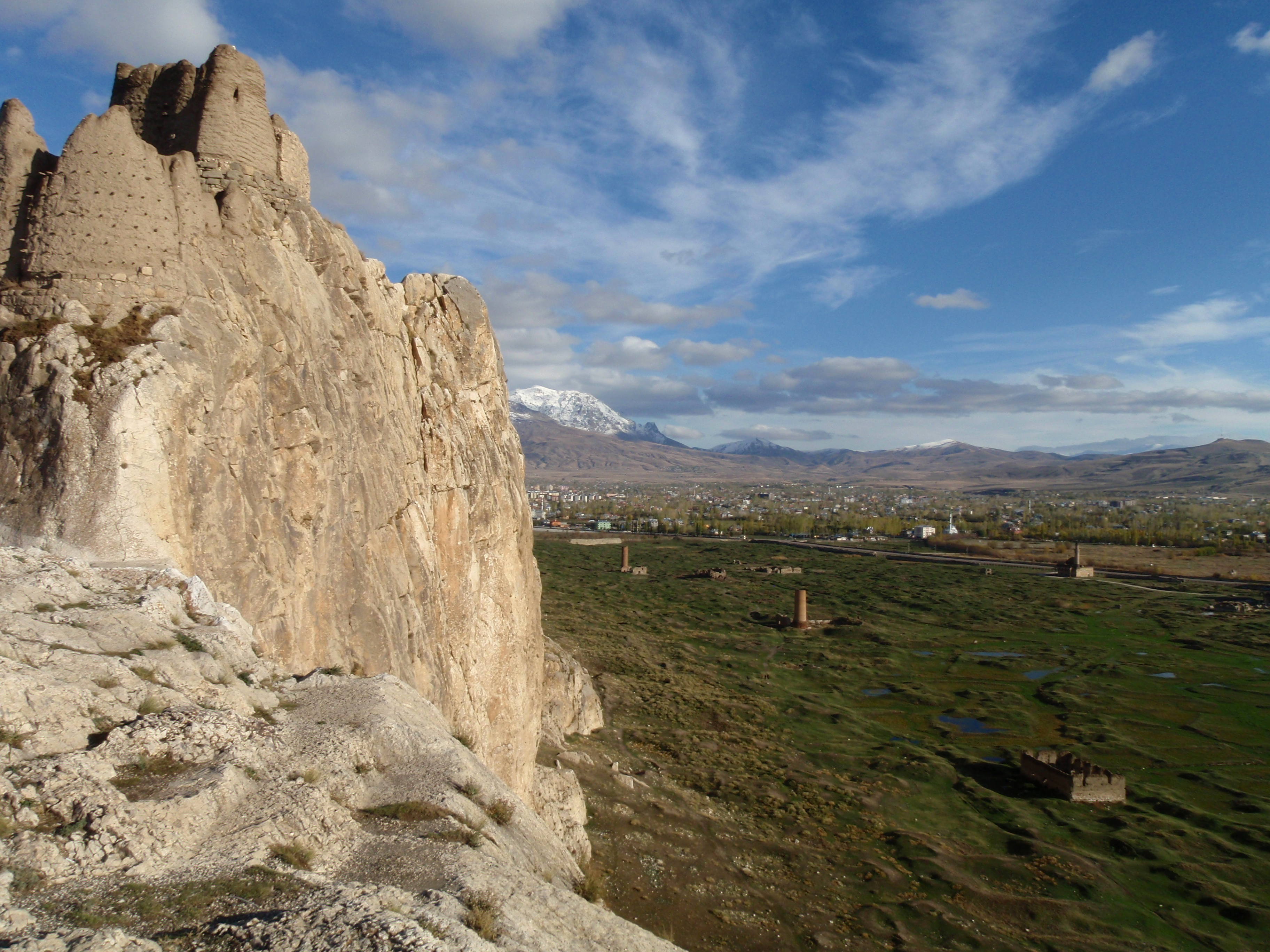
La citadelle avec les ruines de la ville de Tushpa en contrebas.
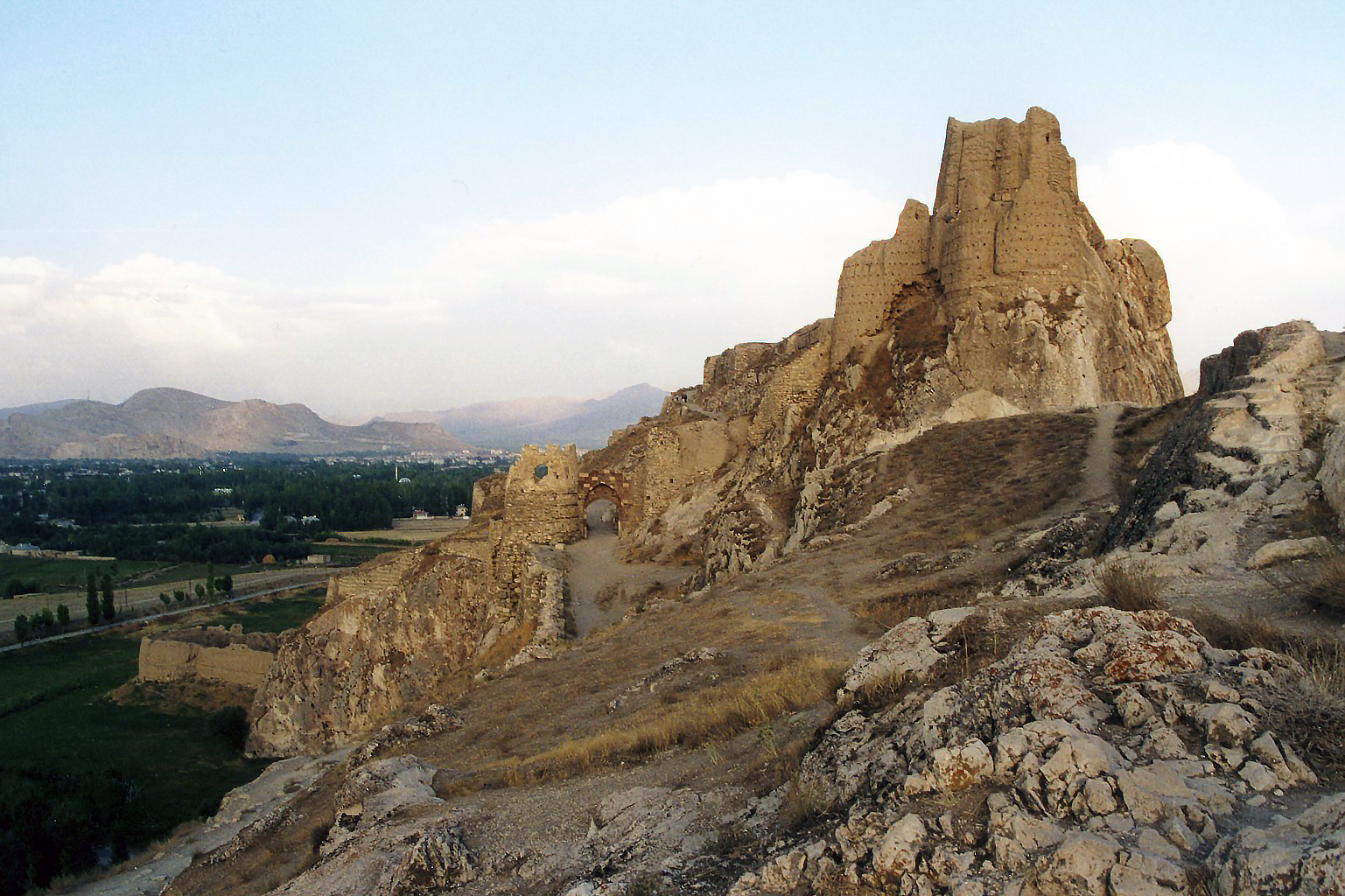
La forteresse de Van.
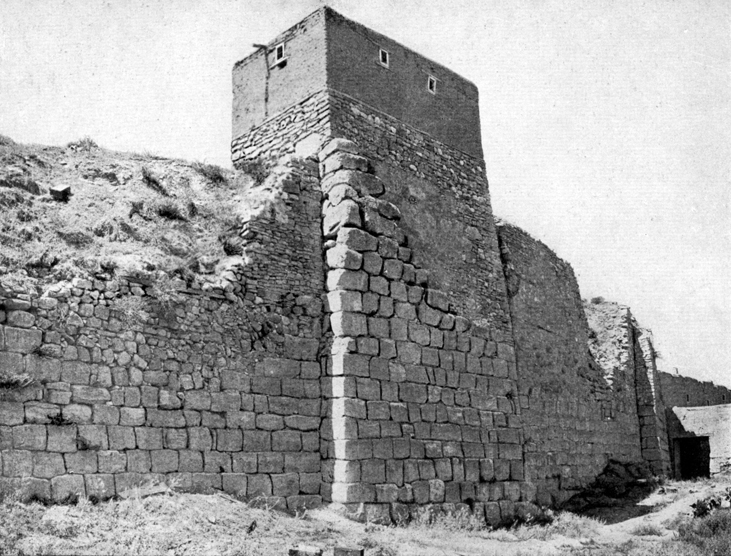
Les murs de la forteresse (Société archéologique russe, 1916).
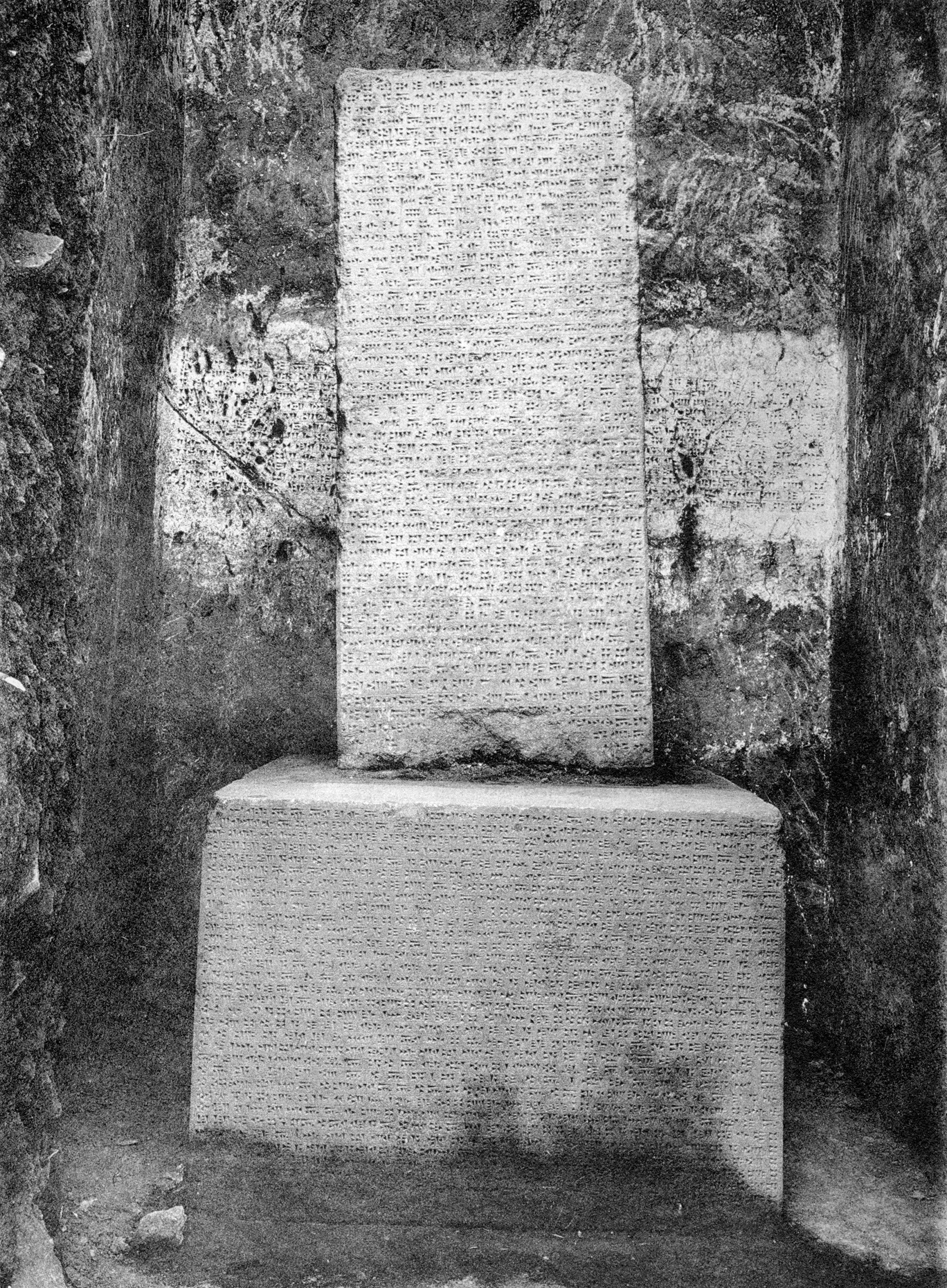
Annales de Sarduri (1915).
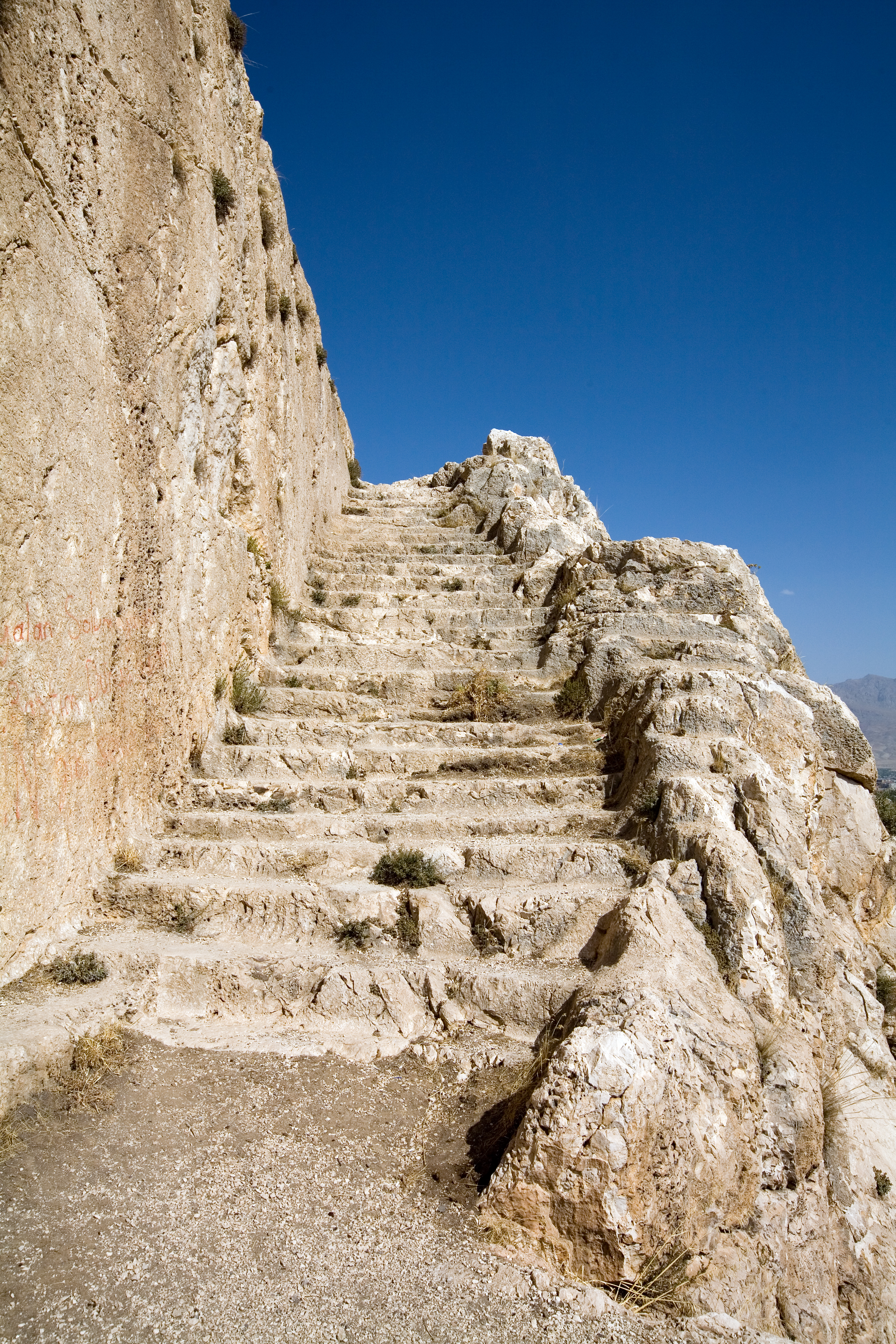
Escaliers menant à la forteresse.